# Back to the Future (videogioco 1989)
Back to the Future è un videogioco del 1989 pubblicato dalla LJN per Nintendo Entertainment System. Si tratta di un gioco ispirato al film Ritorno al futuro del 1985. Un seguito, Back to the Future Part II & III, venne pubblicato nel 1990.

## Modalità di gioco
Il giocatore controlla Marty McFly attraverso vari scenari nel 1955 nei quali cerca di collezionare varie icone di orologi per avanzare al livello successivo, e scongiurare la graduale scomparsa del suo futuro (indicato da una foto sbiadita sul fondo dello schermo). Se la fotografia svanisce del tutto, Marty perde una vita nel gioco. Collezionando 100 orologi restaura la fotografia riportandola allo stato iniziale. Due power-up possono far progredire le capacità di Marty: palle da bowling che possono distruggere nemici e uno skateboard che velocizza il gameplay. Sono inoltre presenti tre mini-giochi alla fine di ogni livello, dove Marty deve respingere la gang di Biff Tannen, bloccare tutti i baci che Lorraine manda a Marty (sotto forma di cuoricini), e mantenere la chitarra accordata durante il ballo scolastico per permettere a George e Lorraine di baciarsi.
Nel livello finale, Marty prende il controllo della macchina del tempo DeLorean, guidando di notte per le strade cercando di evitare fulmini ed altri ostacoli mentre accelera per raggiungere la velocità necessaria per il salto temporale in modo da tornare nel 1985.

## Accoglienza
Bob Gale, sceneggiatore di Ritorno al futuro, lo definì uno dei "peggiori giochi di sempre", e dichiarò in varie interviste che i fan del film non dovevano assolutamente comprarlo. Secondo Gale, la LJN rifiutò la sua consulenza e i suoi consigli mentre il gioco era in fase di sviluppo.
James Rolfe della web serie The Angry Video Game Nerd, stroncò il gioco una prima volta nel 2006, ma non lo terminò fino alla puntata numero 94 del 2010, dove non solo recensì ampiamente la versione per NES, ma diede il suo parere altamente negativo anche ai vari sequel e al videogioco per Sega Genesis relativo al terzo film della trilogia di Ritorno al futuro.